# Gladiolus andringitrae
Gladiolus andringitrae är en irisväxtart som beskrevs av Peter Goldblatt. Gladiolus andringitrae ingår i släktet sabelliljor, och familjen irisväxter. Inga underarter finns listade i Catalogue of Life.